# Styrkan (tarotkort)

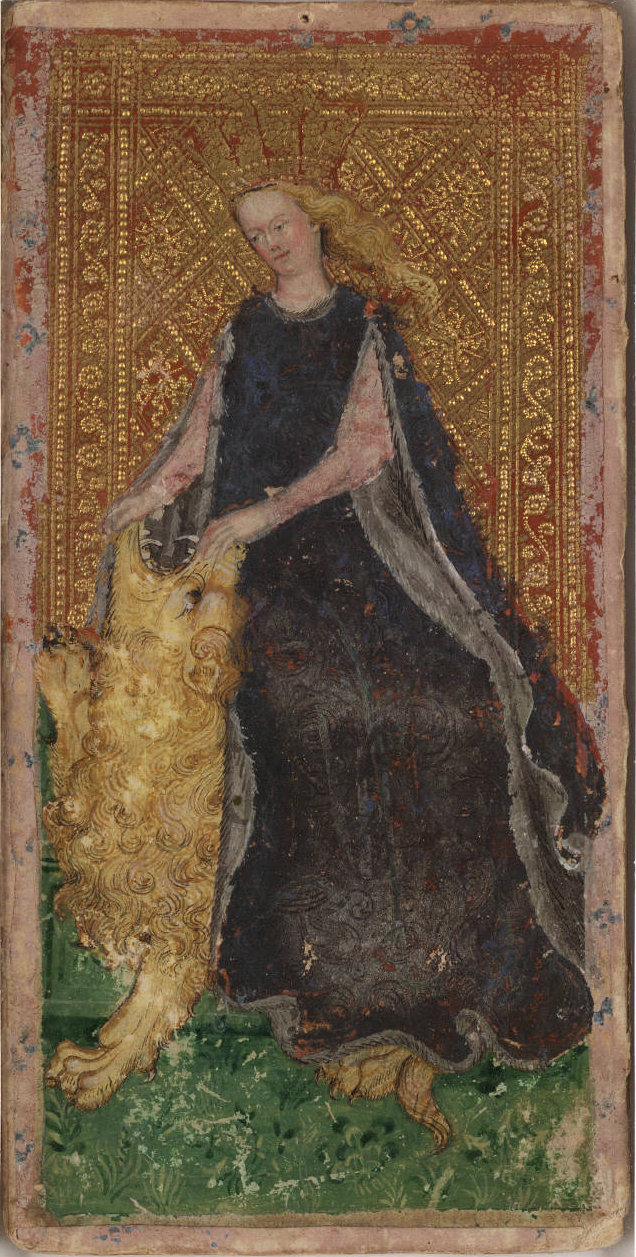
En äldre version av kortet Styrkan.

Styrkan är ett av de 78 korten i en tarotkortlek och är ett av de 22 stora arkanakorten. Kortet ses generellt som nummer 8. Rättvänt symboliserar kortet mod, självförtroende, medlidande och inre styrka. Omvänt symboliserar kortet svaghet, feghet, dåligt självförtroende och tvivel. Kortet föreställer en kvinna som lugnt håller käkarna på en lejonhane. Vanligtvis står kvinnan utomhus med berg i bakgrunden. I tidigare tarotkortlekar var Styrkan kort nummer 12 i leken. Men senare lekar ändrade ordningen och placerade det som nummer 8 för att det skulle vara mer astrologiskt precist. Dock anses bägge versioner vara korrekta. Likaså har bilden av personen förändrats med tiden. I tidigare lekar var det inte ovanligt att personen var en man som slog lejonet med en klubba. Denna förändring menar vissa påvisar hur synen på mod och styrka har kommit att förändras.